# Щовечора об одинадцятій
«Щовечора об одинадцятій» (рос. Каждый вечер в одиннадцать) — радянський художній фільм режисера Самсона Самсонова. Прем'єра фільму відбулася 22 вересня 1969 року. Сценарій фільму написаний Едвардом Радзинським за мотивами оповідання азербайджанського письменника Анара «Я, ти, він і телефон».

## Сюжет
Якось увечері, в компанії своїх друзів холостяк Стас заради розваги зателефонував за номером, цифри якого назвали його друзі, поставивши жартівливу умову: «Якщо відповість жінка, ти на ній одружишся». Відгукнувся справді приємний жіночий голос. Стас не наважився зізнатися своїй компанії у цьому, знову захотів почути його, але не міг пригадати номер телефону. Тоді він попросив кожного згадати свою названу раніше цифру. Познайомившись з Людмилою, Стас розуміє, що саме вона жінка його мрії.

## У ролях
- Михайло Ножкин —  Станіслав Миколайович Ніколаєв, науковий співробітник
- Маргарита Володіна —  Люда, співробітниця машинописного бюро
- Алла Будницька —  офіціантка в ресторані
- Зоя Степанова —  Світа
- Лариса Віккел —  Віка
- Ізольда Ізвицька —  Женя
- Світлана Кетлерова — епізод
- Антоніна Циганкова-Поволяєва — епізод
- Ерванд Арзуманян —  піаніст
- Михайло Бовін —  Володя
- Олексій Головін —  Вітя
- Леонід Каневський —  саксофоніст
- Віталій Копилов — епізод
- Станіслав Міхін —  гітарист
- Михайло Селютин —  Міша
- Володимир Грамматиков —  танцюючий в ресторані  (немає в титрах)
- Єлизавета Кузюріна —  начальниця машинописного бюро  (немає в титрах)
- Валентина Ушакова —  Валя  (немає в титрах)

## Знімальна група
- Автор сценарію:  Едвард Радзинський
- Режисер:  Самсон Самсонов
- Оператор:  Анатолій Петрицький
- Художник:  Ірина Лукашевич
- Композитор:  Едуард Артем'єв
- Текст пісні:  Михайла Матусовського
- Звукооператор:  Леонід Булгаков
- Диригент:  Емін Хачатурян
- Другий оператор:  Володимир Чухнов